# Фудзивара-но Нобуёри
Фудзивара-но Нобуёри (яп. 藤原 信頼; 1133 — 6 февраля 1160) — один из главных союзников Минамото-но Ёситомо в смуте годов Хэйдзи. Как член клана Фудзивара Нобуёри, возможно, был близок к тому, чтобы стать регентом, и жаждал власти, которую он получил на короткое время после восстания.

## Деятельность
В конце 1150-х годов возник спор между последователями царствующего императора Нидзё и теми, кто выступал за экс-императора Го-Сиракаву. В то время как Фудзивара-но Митинори и клан Тайра поддерживали Нидзё, Нобуёри и его союзники Минамото поддерживали Го-Сиракаву, за которым сохранялись некоторое влияние и власть.
Когда в 1159 году Тайра-но Киёмори, глава клана Тайра, покинул Киото на некоторое время, казалось сложилась благоприятная возможность для Нобуёри и Минамото действовать, хотя некоторые люди утверждали, что Киёмори покинул город умышленно, заманивая врагов в ловушку. Нобуёри и Минамото атаковали дворец Сандзё, похитили бывшего императора Го-Сиракаву, убили большую часть обслуги и бросили здание в огне. Они привели его в Большой дворец, где император Нидзё был взят в заложники. Затем они двинулись к дому главного советника Фудзивара-но Митинори, убили там всех, кого нашли, Митинори удалось бежать, но вскоре после этого он был схвачен и обезглавлен. Затем Нобуёри принудил императора Нидзё назначить его дайдзё-дайдзином (первым министром). Хотя он все ещё имел врагов при дворе, которые призывали императора к сопротивлению и побегу, в целом план Нобуёри удался.
Однако триумф длился недолго, так как Тайра-но Киёмори вернулся, а Минамото не были достаточно подготовлены, чтобы защитить город от его войска. Император и экс-император были освобождены, Минамото потерпели поражение, а Нобуёри был убит.